# Neohaplegis
Neohaplegis is een vliegengeslacht uit de familie van de halmvliegen (Chloropidae).

## Soorten
- N. glabra (Duda, 1933)
- N. obscuripennis (Loew, 1874)
- N. tarsata (Fallen, 1820)